# Kopalnia Węgla Kamiennego Miechowice
Das Steinkohlenbergwerk Miechowice (polnisch Kopalnia Węgla Kamiennego Miechowice; alte deutsche Bezeichnung Preußengrube) ist ein stillgelegtes Steinkohlenbergwerk im Ortsteil Miechowice von Bytom, Polen.

## Geschichte

### Preußengrube
Die Miechowitzer Steinkohlengruben wurden am 16. November 1863 durch die Konsolidierung von fünf Grubenfeldern gegründet, die Franz Hubert von Tiele-Winckler zwischen 1858 und 1861 verliehen worden waren. 1860 kam das Grubenfeld „Achtung“ hinzu, so dass eine Gesamtgröße von 9,51 km² erreicht wurde. Die Gründung des Bergwerks selbst aus den beiden Teilen „Miechowitzer Steinkohlengruben“ und „Steinkohlenbergwerk Preußen“ erfolgte am 10. Oktober 1900.

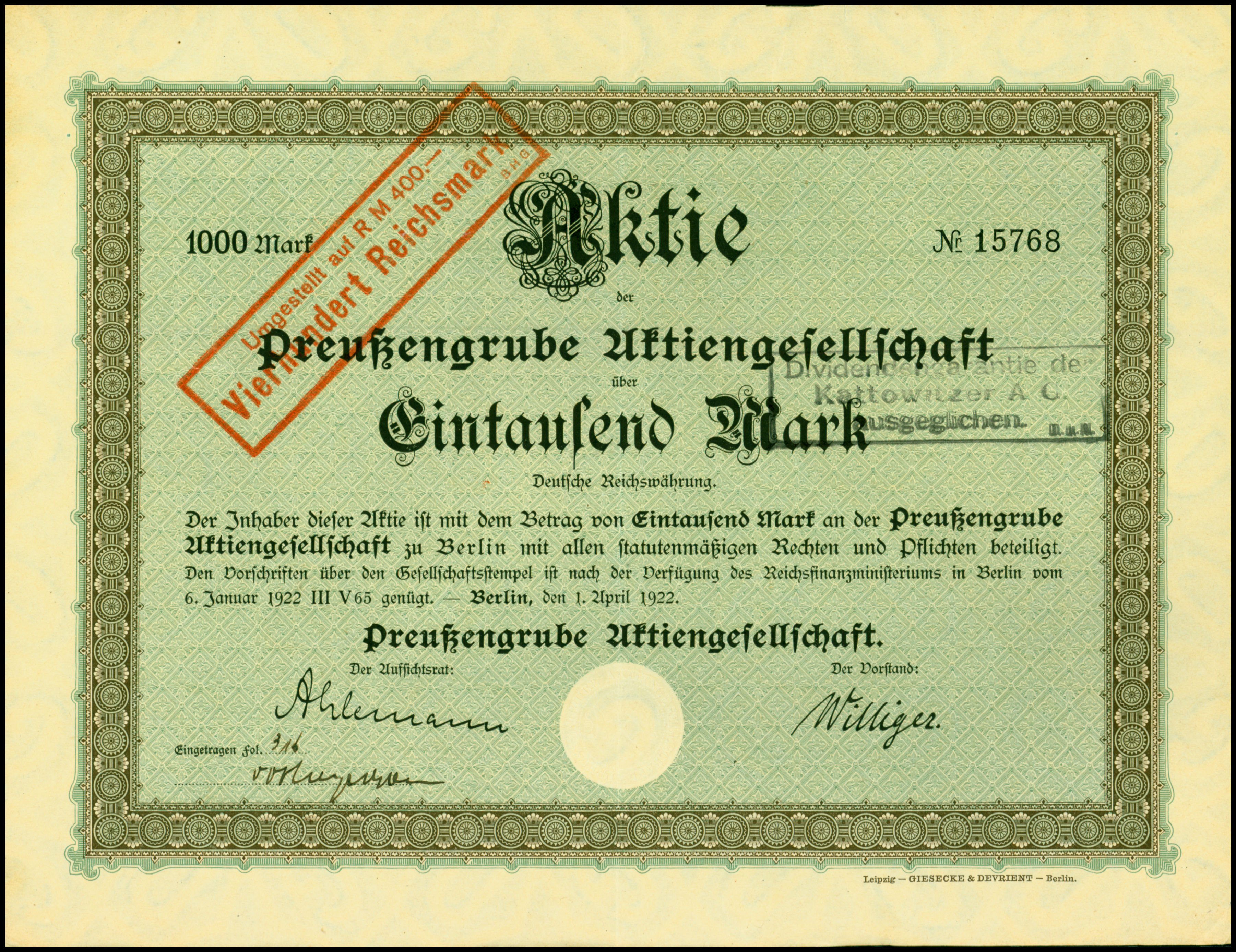
Aktie über 1000 Mark der Preußengrube AG vom 1. April 1922

Das Abteufen der Schächte „Jelka“ (spätere Bezeichnung M-I) und „Winckler“ (M-II) sowie die Errichtung der Tagesanlagen begannen in demselben Jahr und zwei Jahre später konnte die erste Kohle gefördert werden. Die Zeche baute in der nördlichen Randmulde des oberschlesischen Steinkohlenbeckens mehrere Flöze ab, die eine Gesamtmächtigkeit von 34 Metern aufwiesen. Zwischen 1906 und 1910 kam als Wetterschacht der „Westschacht“ hinzu, 1911 der „Südschacht“, 1928 bis 1930 wurde der „Nordschacht“ abgeteuft.
Die Zeche, die zwischenzeitlich immer wieder den Namen Preußengrube trug, gehörte bei ihrer Gründung der Preußengrube AG und ab 1914 der Kattowitzer AG für Bergbau und Eisenhüttenbetrieb (Hauptaktionär war Tiele-Winckler).  Im Herbst 1921, nachdem Friedrich Flick alle Anteile an der Kattowitzer AG von Tiele-Winckler gekauft hatte, wurde die Preußengrube aus der KAG ausgegliedert, kurzzeitig als selbstständige AG mit Sitz in Berlin geführt, um dann schon 1922 durch Obereisen übernommen zu werden.
Während der nationalsozialistischen Besetzung Polens wurde das Bergwerk von den Reichswerken Hermann Göring betrieben (1. Gruppe der Bergwerksverwaltung Oberschlesien der HGW; zusammen mit Knurow und der Oehringengrube)
Im Jahre 1938 hatten die genannten Schächte folgende Tiefen und Funktionen: Förderschächte „Jelka“ 735 m (Doppelförderung; Seilfahrt; einziehender Wetterschacht) und „Winckler“ 544 m (Seilfahrt; einziehender Wetterschacht); Wetter- und Seilfahrtschächte „Nord“ 551 m (ausziehend) und „West“ 408 m (ausziehend).

### KWK Miechowice
Neben den aus Vorkriegs- und Kriegszeiten stammenden Förder- und Wetterschächten des jetzt Miechowice genannten Bergwerks kam als letzter Schacht „Ignacy“ zwischen 1959 und 1965 hinzu, der noch heute dem Bergwerk Bobrek als Wetterschacht dient.
1993 wurden infolge eines Gebirgsschlags sechs Bergleute getötet.
Als Teil von Restrukturierungsmaßnahmen im Jahr 1997 wurde das Bergwerk zusammen mit dem Bergwerk Bobrek unter dem Namen Bobrek-Miechowice (Bytom Abteilung III) vereinigt.
Dieser Verbund wurde schon 1999 wieder aufgelöst, die Anlage Miechowice stillgelegt und 2005 alle Fördergerüste und Tagesanlagen abgebrochen. Der Bereich ist seitdem ungeschützt, so dass es hauptsächlich wegen Metalldiebstahls immer wieder zu Unfällen kommt.

## Unfälle (Auswahl)
- 1906 verunglückten zwei Bergleute, als sie sich frühzeitig einer Sprengung näherten. Ein Bergmann verstarb, der andere wurde schwer verletzt.[1]

## Förderzahlen
- 1913: 750.017 t
- 1938: 1,59 Mio. t
- 1970: 1,95 Mio. t
- 1979: 2,49 Mio. t